# Chauliodus macouni
Chauliodus macouni is een straalvinnige vissensoort uit de familie van Stomiidae. De wetenschappelijke naam van de soort is voor het eerst geldig gepubliceerd in 1890 door Bean.